# 호바두더지텐렉
호바두더지텐렉(Oryzorictes hova)은 아프리카땃쥐목 텐렉과에 속하는 포유류의 일종이다. 마다가스카르섬의 토착종이다. 자연서식지는 아열대 또는 열대 기후 지역의 습한 저지대 숲과 산지 숲, 습지, 민물 호수, 관개지, 계절적으로 범람하는 농경지 등이다. 서식지 감소로 위협을 받고 있다.